# 포트 필립

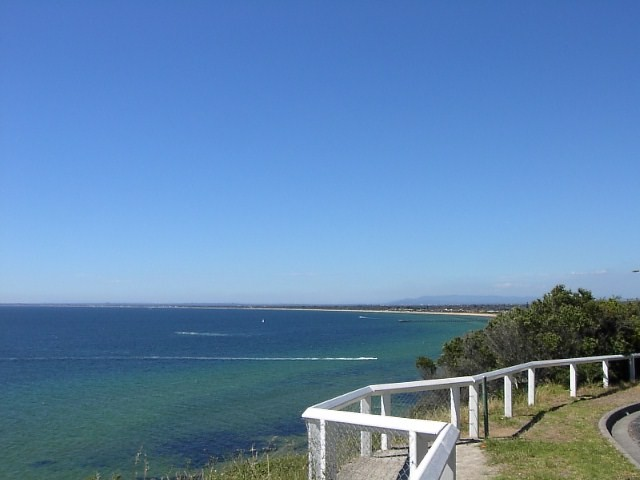
프랑크스턴에서 본 포트 필립

포트 필립(Port Phillip)은 호주 남동부에서 두 번째로 큰 규모의 도시 멜버른을 보유한 만이다. 만 이름은 호주 최초의 정착단을 지휘한 아서 필립을 따서 이름 지었다.
남서쪽은 베라린 반도와 남동쪽은 모닝턴 반도에 둘러싸여 있다. 베라린 반도의 북서쪽에는 질롱을 보유한 항만 만 코리오만이 있다. 만 밖은 인도양과 태즈먼해를 맺고 있는 배스 해협이다. 만에 동북에서 야라강 북서쪽에서 매리비농강으로 흘러들어 간다.

## 자연
1982년 12월, 포트 필립만 북서 연안의 갯벌은 람사르 협약 등록지가 되었다. 기타 절멸위기종인 비터 오렌지배 앵무새가 이 만의 3곳의 월동지와 베라린 반도에 2011년에 발견한 100에서 150마리 정도 밖에 생존하고 있는 신종 돌고래 “부르난큰돌고래”의 주요 서식지이기도 하다. 또한 돌고래가 2006년에 만 동부에 정착하기 시작, 최근에는 혹등고래와 남방 [북태평양참고래]]의 항만에서 확인 수도 증가하고 있다. 역사적으로, 동만은 특히 남방 고래에게의 온상이었을 가능성이 있고, 지금도 가끔 프랭크스턴 등의 물가 근처에 나타나는 일도 있다. 기각류는 정착하는 호주 물개 등 3종류의 물개, 호주 바다사자가 들어갈 수 있는 다른, 때로는 남방코끼리물범가 들에 대해서 하거나 표범물개도 나타난다.
2008년부터 멜버른 항구에 슈퍼 컨테이너선의 통항을 가능하게 하기 위한 만구 · 항만의 준설 공사 중이지만, 자연 환경에 대한 우려가 논의되고 있다.